# Willy Jaeckel

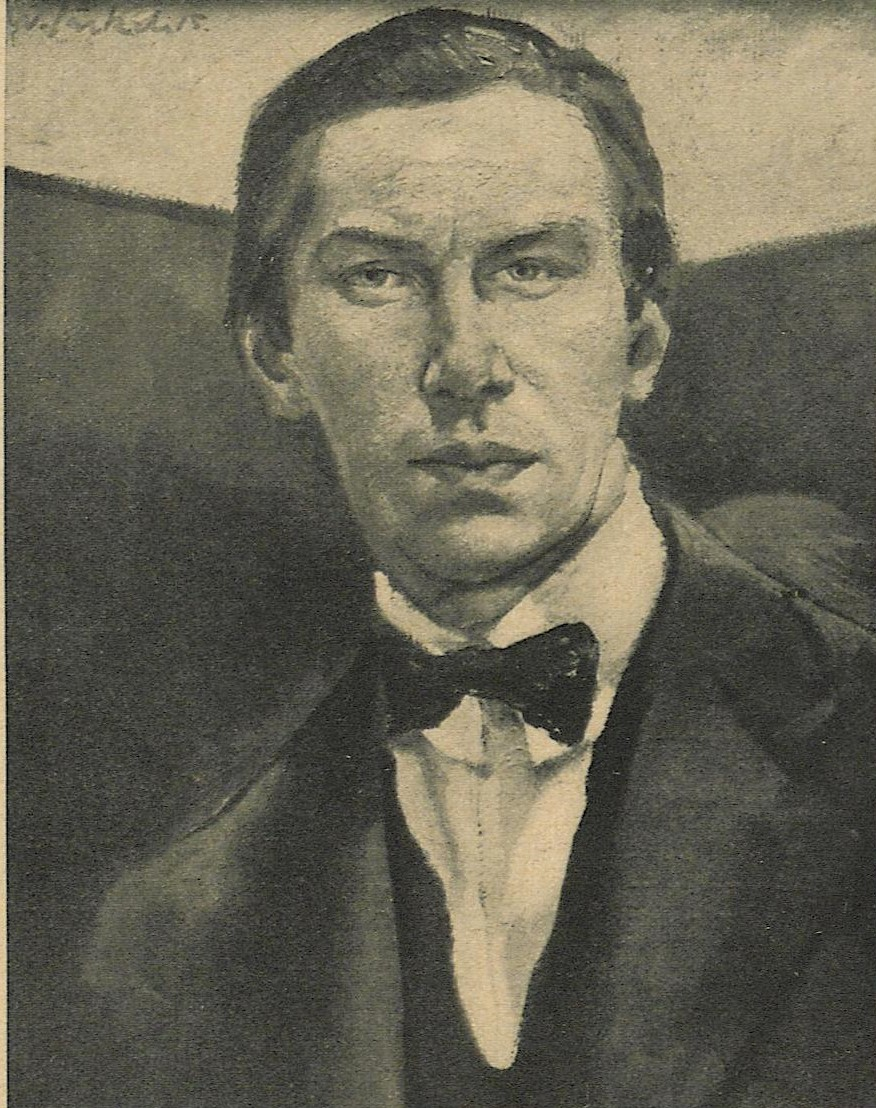
Selbstbildnis (1915)

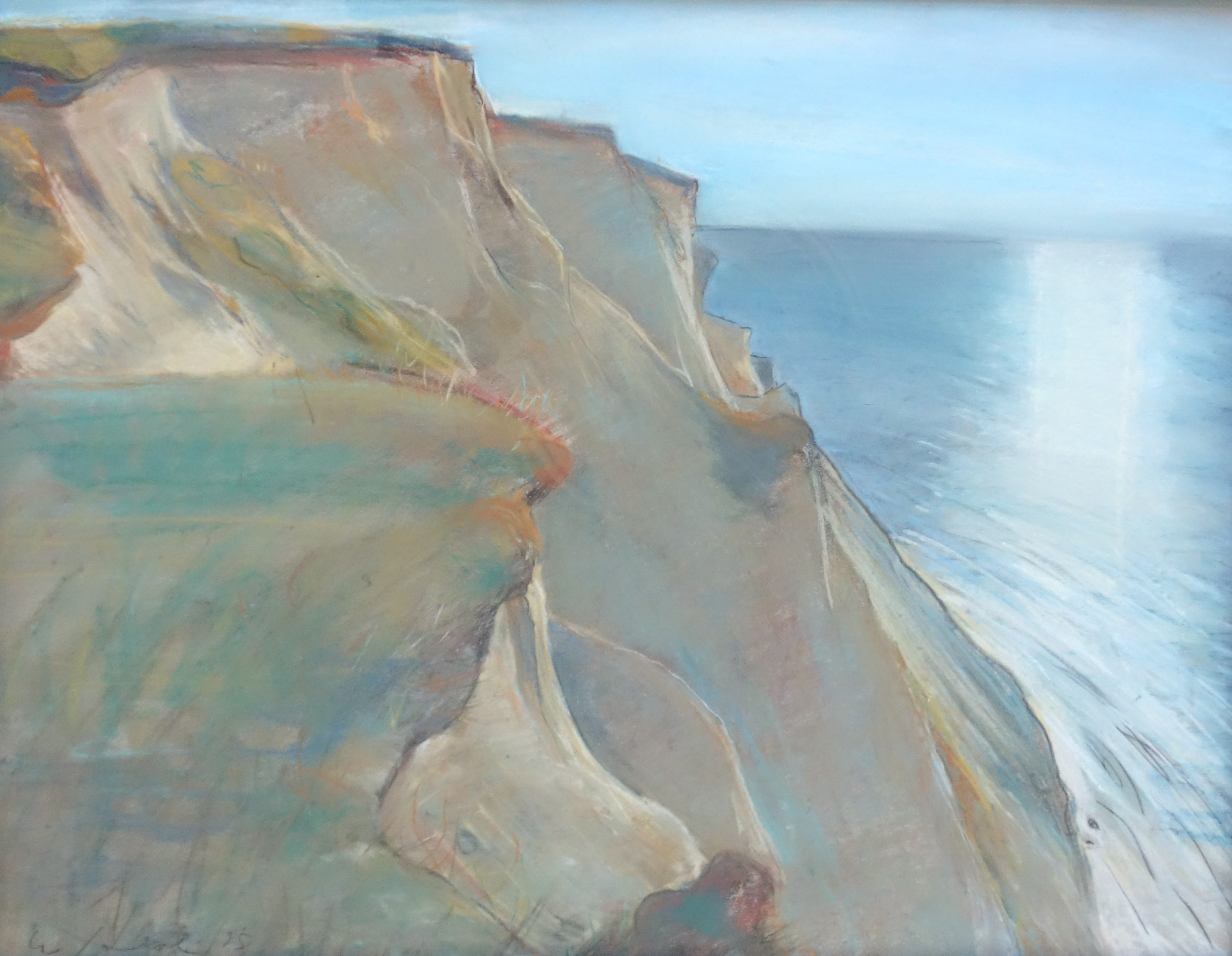
Steilküste auf Hiddensee

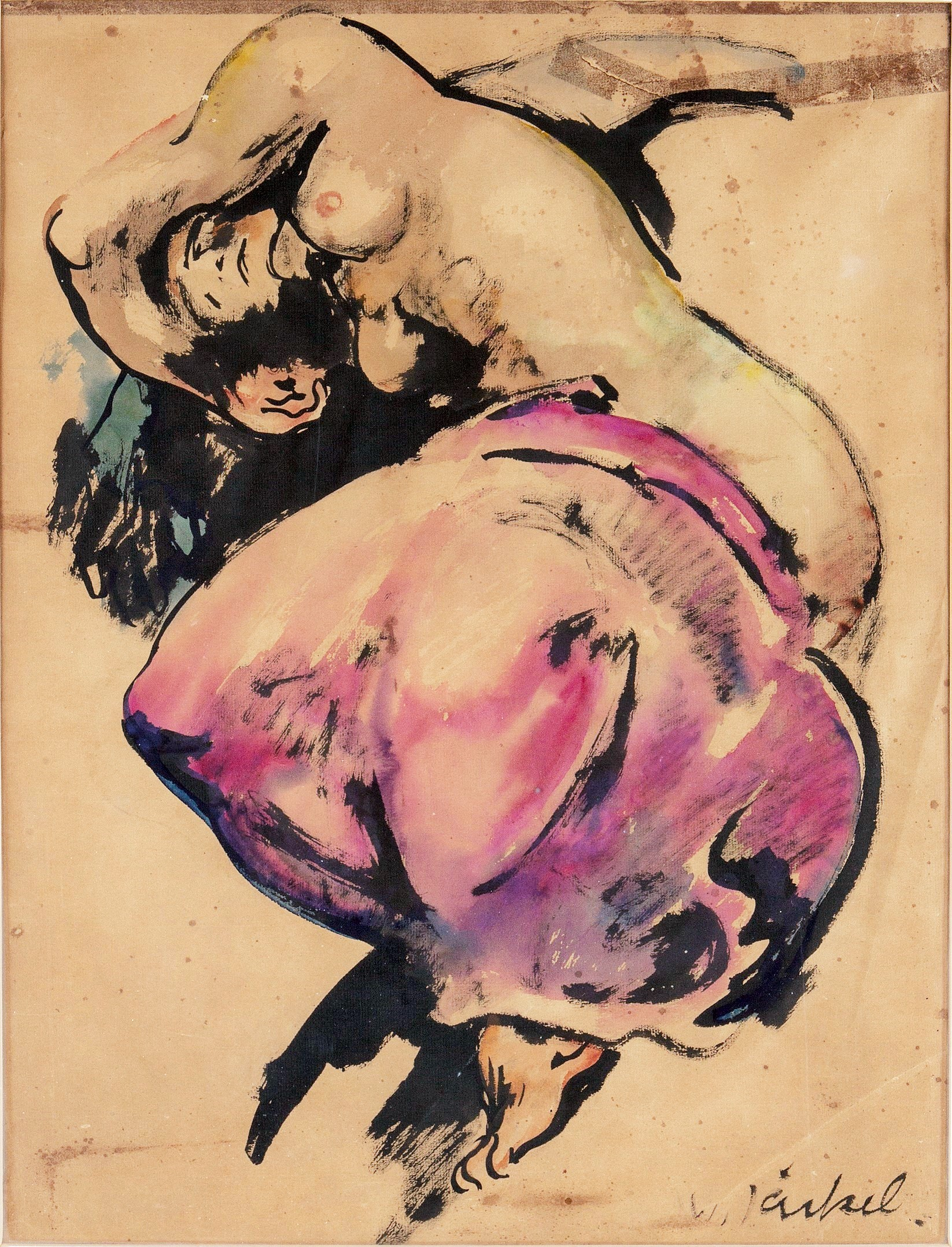
Liegender Frauenakt

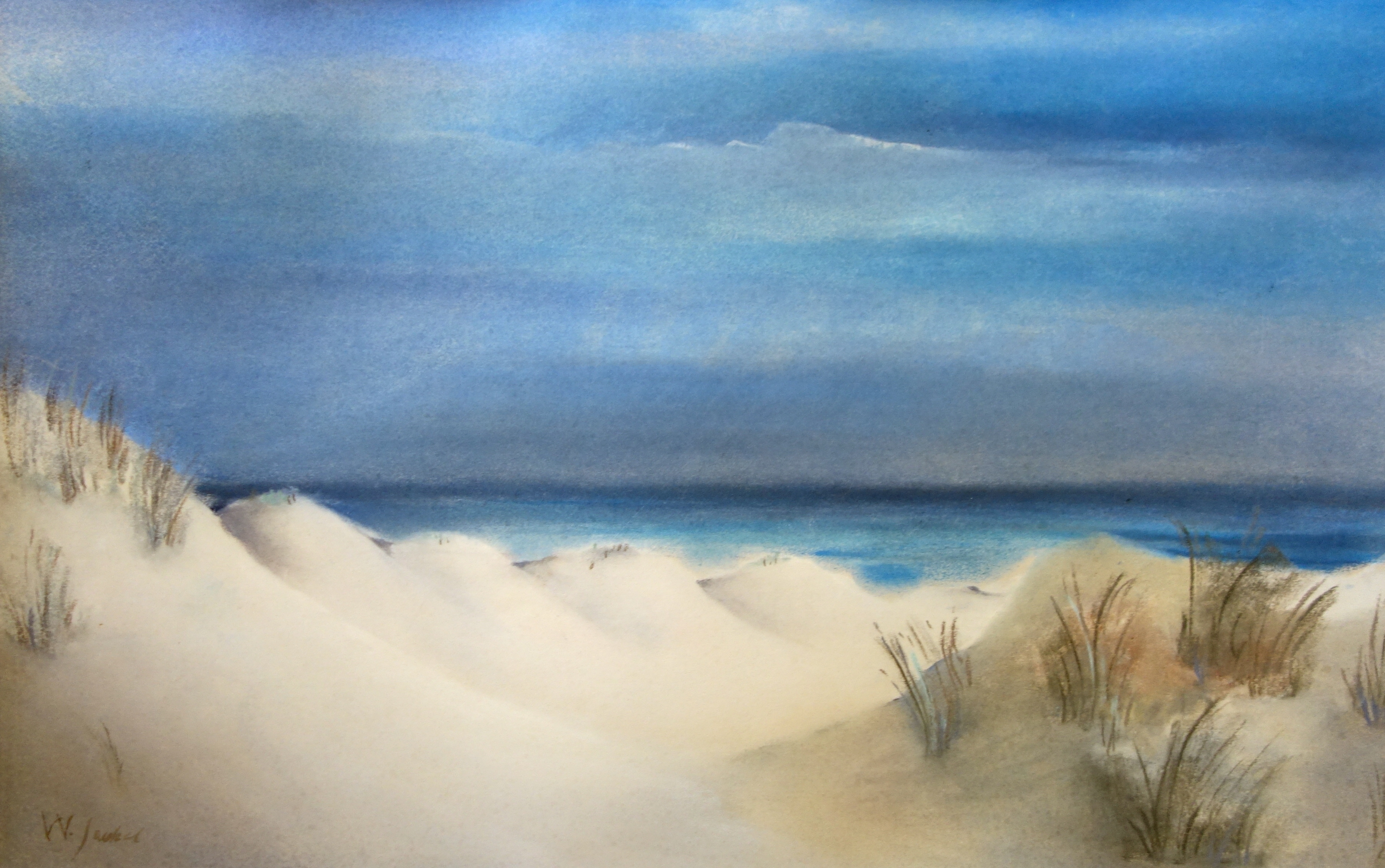
Dünen auf Hiddensee

Willi Gustav Erich Jaeckel (* 10. Februar 1888 in Breslau; † 30. Januar 1944 in Berlin) war ein deutscher Maler und Grafiker. Er zählt zu den wichtigen Vertretern des deutschen Expressionismus.

## Leben

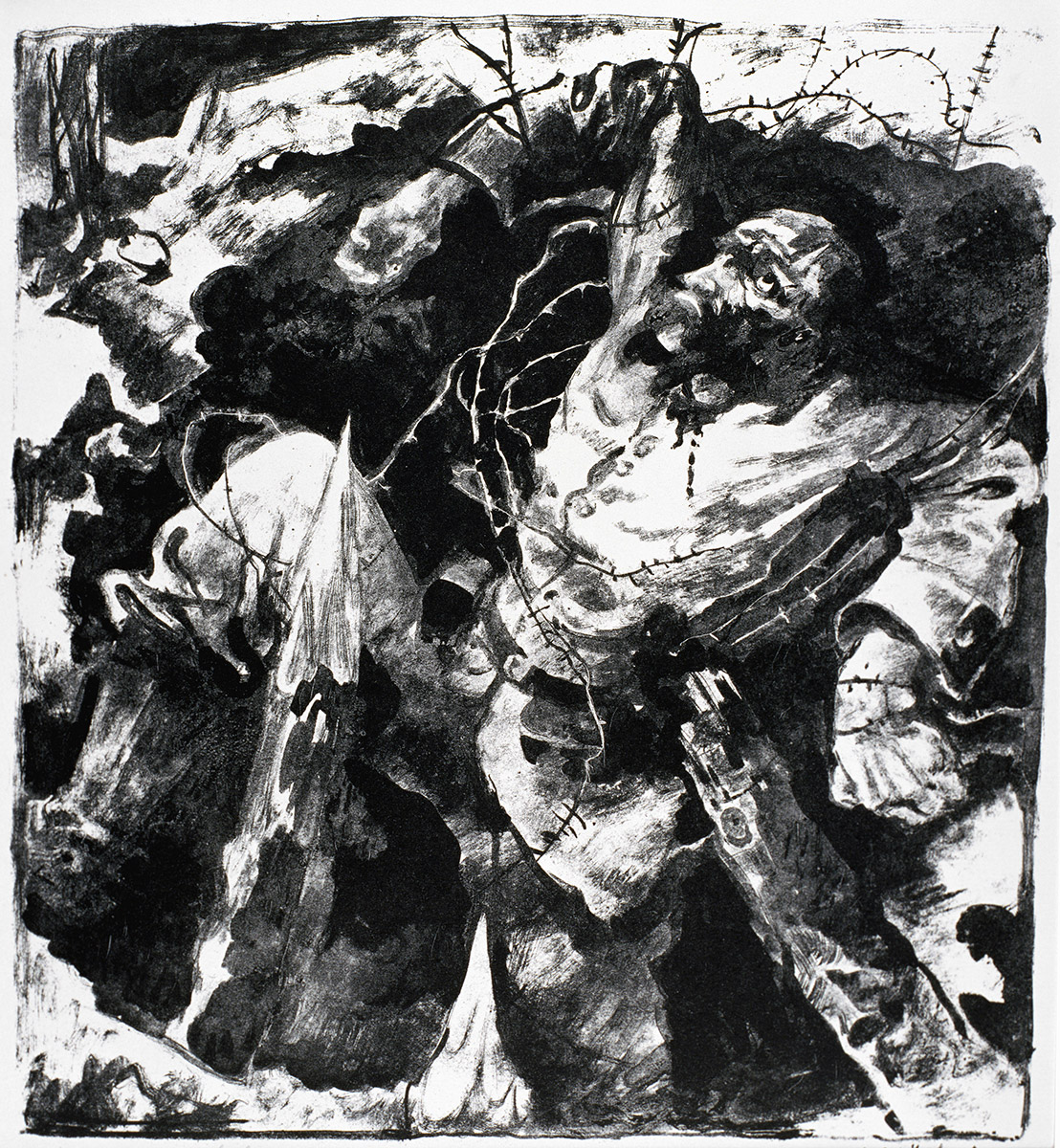
„Ohne Titel“ (Sterbender Soldat im Schützengraben), Blatt 5 aus der Mappe „Memento 1914/15“ Lithografie, 1915.

Von 1906 bis 1908 war er Schüler an der Breslauer Kunstschule. Ab 1908 folgte ein Studium an der Dresdner Akademie bei Otto Gußmann. 1913 wechselte er nach Berlin, wo er 1915 Mitglied der Berliner Secession wurde, 1919 Mitglied der Preußischen Akademie der Künste und 1925 Lehrer an der Hochschule für Kunsterziehung wurde. Sein Stil ist ausdrucksvoll und dekorativ; den Expressionismus öffnete er auch für religiöse Themen. Sein erstes bedeutendes Bild „Kampf“, auf dem auf einer wandgroßen Leinwand nackte Muskelmenschen brüllend aufeinander einschlagen, entstand 1912. Jaeckel gewann den „Georg-Schlicht-Preis“ für das „schönste deutsche Frauenporträt 1928“.
1933 erfolgte die Berufung als außerordentlicher Professor, es kam jedoch nach der Machtergreifung der Nationalsozialisten zu seiner Entlassung. Nach Protesten seiner Studenten erfolgte seine Wiedereinstellung. 1937 wurden in der Nazi-Aktion „Entartete Kunst“ Werke Jaeckels aus dem Schlesischen Museum der Bildenden Künste Breslau, der Anhaltinischen Gemäldegalerie Dessau, dem Städtischen Kunst- und Gewerbemuseum Dortmund, den Kunstsammlungen der Stadt Düsseldorf, der Kunsthalle Hamburg, dem Staatlichen Meisteratelier Königsberg, dem Kaiser-Friedrich-Museum Magdeburg, der Städtischen Kunsthalle Mannheim, dem Museum für Kunst und Kunstgewerbe Stettin und der Ruhmeshalle Wuppertal-Barmen beschlagnahmt. Einige wurden vernichtet, einige in der Ausstellung „Entartete Kunst“ verunglimpft. Sein Hauptfreskenwerk, ein vierteiliges Wandgemälde für die Bahlsensche Keksfabrik in Hannover aus den Jahren 1916/1917, ging 1944 durch Kriegseinwirkungen verloren, sein Atelier wurde bereits 1943 durch Bombenabwürfe zerstört.
Sein vielfältiges Werk von Bildnissen, Akten, Landschaften und Stillleben sowie Graphiken findet sich in Museen und Privatsammlungen. Zu seinen wichtigen Schülern zählen die Darmstädter Malerin Ricarda Jacobi und Hans Oldes Sohn Hans Olde der Jüngere.
Jaeckel starb 1944 bei einem Bombenangriff in seiner Wohnung am Kurfürstendamm 180. Er wurde verschüttet und verbrannte. Laut Todesurkunde war er „gottgläubig“.

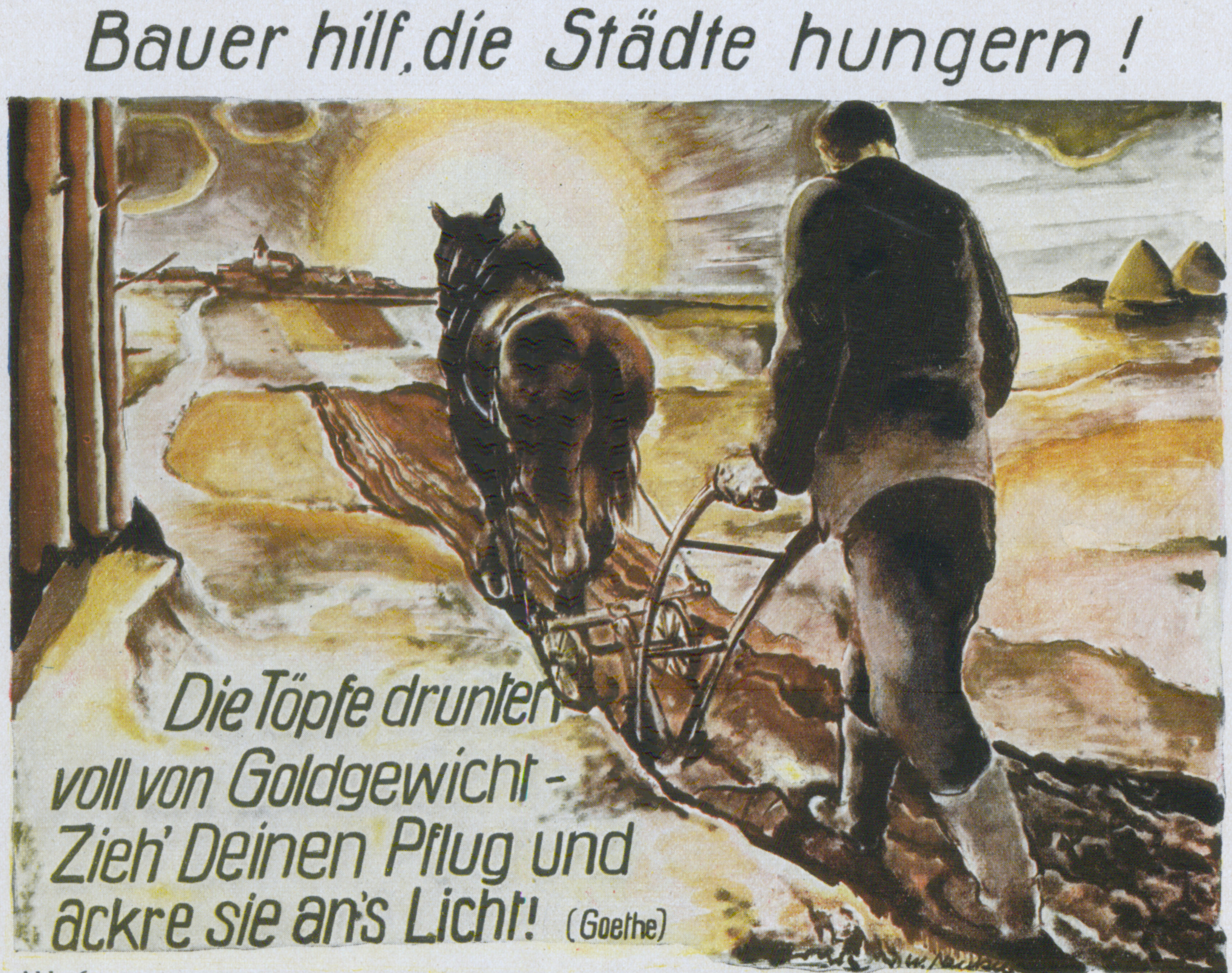
Plakat „Bauer hilf, die Städte hungern!“ (1919)

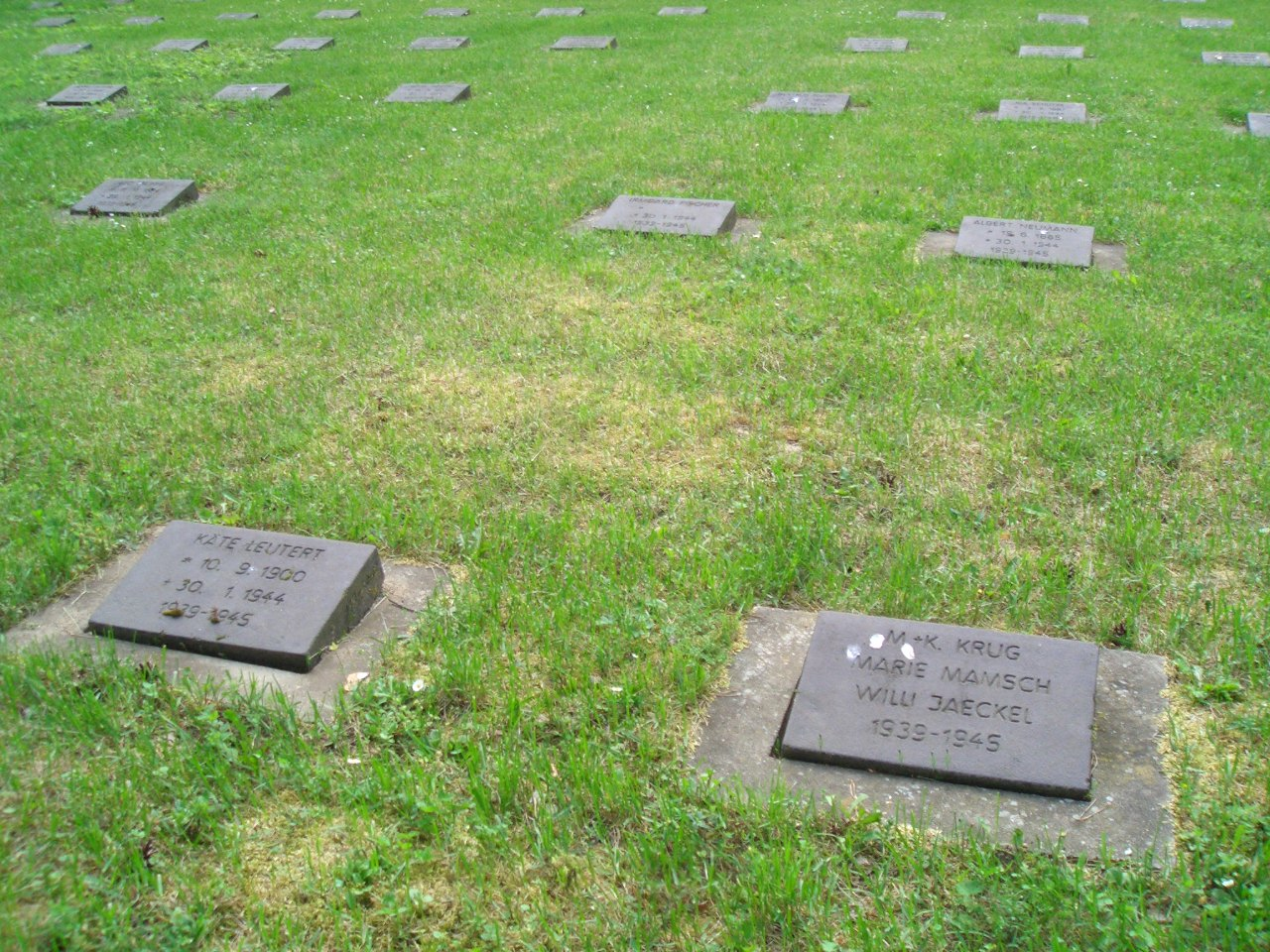
Ehrengrab von Willy Jaeckel auf dem Wilmersdorfer Waldfriedhof Stahnsdorf

Auf Beschluss des Berliner Senats ist die letzte Ruhestätte von Willy Jaeckel auf dem Wilmersdorfer Waldfriedhof Stahnsdorf (Grablage: L III-10-236) seit 1995 als Ehrengrab des Landes Berlin gewidmet. Die Widmung wurde im Jahr 2018 um die übliche Frist von zwanzig Jahren verlängert.
Jaeckels Sohn Peter Jaeckel (1914–1996) war klassischer Archäologe, Numismatiker und Sammler.

## Werke (Auswahl)

### Tafelbilder
- 1914 „Familie“ (Öl auf Leinwand, 201 × 176 cm; Galerie Neue Meister Dresden)[5]

- 1914 „Bildnis Frau Jaeckel“, Öl auf Leinwand, 120 × 80,5 cm
- 1923 „Hochwald (Allgäuer Bergwald)“, Öl auf Leinwand, 120,5 × 120,5 cm
- 1923 „Geschwister Wilke“, Öl auf Leinwand, 110 × 150 cm, Märkisches Museum (Berlin)
- 1924 Blick auf Dubrovnik/Ragusa (Öl auf Leinwand, 98,5 × 99 cm; Berlinische Galerie)
- 1925 „Mädchen im roten Kleid“, Öl auf Leinwand, 70×60 cm
- 1926 „Stillleben mit Fetisch“ (Öl auf Leinwand, 90 × 80 cm; 1937 als „entartete“ aus der Ruhmeshalle Wuppertal-Barmen beschlagnahmt)
- 1928 „Nacktes Mädchen“, (Öl auf Leinwand, Reproduktion in Zeitspiegel. Beilage zur Vossischen Zeitung vom 4. März 1928)
- 1928/1930 „Liegender Akt“, Öl auf Leinwand, 54 × 66 cm, Nationalgalerie (Berlin)
- 1931 „Der Maler Ernst Fritsch“ (Öl auf Leinwand, 71 × 60,5 cm; Berlinische Galerie)

### Druckgrafik
- 1914/1915 Tote Mutter und kleines Kind (Lithografie, 33,8 × 40,5 cm; WV Stilijanow-Nedo 75.3)
- 1915 Vergewaltigung (Lithografie, 37 × 36,4 cm; WV Stilijanow-Nedo 75.6)
- 1915 Memento 1914/15 (Mappen mit 10 Lithografien)
- 1916 Loslösung (Radierung, 14,1 × 19,1 cm; WV Stilijanow-Nedo 14)
- 1917 Das Buch Hiob (Mappe mit 13 Lithografien und Titelblatt. WV Stilijanow-Nedo 85 bis 75.13.; Verlag Erich Reiss, Berlin, 1917; 1937 als „entartet“ beschlagnahmt)
- 1920 Die Matthäus-Passion (Mappe mit 16 Lithografien und Titelblatt, WV Stilijanow-Nedo 77 bis 77.16.; August Kuhn-Verlag, Berlin 1920; 1937 als „entartet“ beschlagnahmt)
- um 1922 Judaskuss (Radierung, 15 × 14, 5 cm; WV Stilijanow-Nedo 25)
- Dirnen (Radierung; 28 × 21,7 cm; WV Stilijanow-Nedo 48; u. a. im Bestand des Kupferstichkabinetts Berlin)

### Pastelle
- um 1925 Sturmstimmung am Strand von Hiddensee. (48,5 × 64,4 cm, Kunstmuseum Ahrenshoop)
- 1929 Selbstbildnis (51 × 35,5 cm; Berlinische Galerie)
- 1940 Bildnis der Schauspielerin Eva Sommer